# 4042 Okhotsk
4042 Okhotsk је астероид главног астероидног појаса чија средња удаљеност од Сунца износи 2,422 астрономских јединица (АЈ).
Апсолутна магнитуда астероида је 13,8.